# Ernest Fouinet
Ernest Fouinet (né Jean Fouinet le 23 février 1799 à Nantes et mort le 1er décembre 1845 à Paris) est un romancier et poète français.

## Biographie
Membre de la Société asiatique de Paris, Fouinet, qui était employé au ministère des Finances, employait ses loisirs à traduire, en vers français, des poésies arabes, sanscrites, malaises, etc., en prose, les chefs-d’œuvre anglais, à collaborer, comme poète et prosateur, aux Cent-et-un, à la France littéraire, aux Annales romantiques, aux Keepsakes.
Il se délassait ensuite de ses savantes études sur les langues orientales, par la composition de nouvelles romantiques et d’ouvrages destinés à la jeunesse. Victor Hugo, qui lui doit les traductions de l’arabe et du persan, citées dans plusieurs notes de ses Orientales, a rendu hommage à son talent poétique, ainsi que Sainte-Beuve, en lui dédiant une de ses Consolations.

## Œuvres
- Psara, élégie épique, Paris, Delaunay, 1824.
- La Stréga, Paris, Silvestre, 1832 ; rééd. Genève, Slatkine Reprints, 1973, disponible sur Gallica.
- La Caravane des morts, Paris, Masson et Duprey, 1836.
- Roch le corsaire, Paris, Masson et Duprey, 1836.
- Allan ou le Jeune déporté à Botany-Bay, Limoges, F. F. Ardant frères, prix Monthyon 1837, disponible sur Gallica.
- L'Enfant de trois mères, Paris, Desforges, 1838.
- Le Village sous les sables, Paris, Masson et Duprey, 1838.
- L’Île des Cinq avec une préface sur les livres d’éducation, Paris, Desforges et Cie, 1839, disponible sur Gallica.
- Églises et châteaux, Paris, bureau du Journal des jeunes personnes, 1843.
- La Salle d’asile au bord de la mer, Tours, Alfred Mame et Cie, 1845, disponible sur Gallica.
- Les Douze nations, Paris, D. Eymery, 1844-1845.
- Le Maître d'école de Montigny, Tours, Alfred Mame et Cie, 1843.
- Sœur Marie l’Égyptienne, Nancy, Hinzelin, 1846.
- Donato et sa lanterne magique, Paris et Limoges, M. Ardant, 1848.
- Mœurs, caractères et costumes, Paris, Fayé, 1850.
- Le Robinson des glaces, Paris, Eymery, 1835, disponible sur Gallica.
- Les Anémones du roi Noman, Tours, Alfred Mame et Cie, 1855, disponible sur Gallica.
- Gerson ou le manuscrit aux enluminures, Tours, Mame et Cie, 1842, prix Monthyon 1843, disponible sur Gallica.
- Souvenirs de voyage : en Suisse, en Espagne, en Écosse, en Grèce, en Océanie, en Chine, en Perse, en Égypte, aux Antilles, dans l’Inde et dans l’Amérique ; récits du Capitaine Kernoël, Paris, Didier, 1859.
- Exil et Repentir, Limoges, Ardant, 1879.

## Sources
- Antoine Laporte, Bibliographie contemporaine : histoire littéraire du dix-neuvième siècle, Paris F. Vieweg, 1888, p. 18.
- Ferdinand Natanael Staaff, La Littérature française depuis la formation de la langue jusqu'à nos jours : auteurs enlevés à la littérature depuis la Restauration (1830-1869), Paris, Didier et Cie, 1874, p. 1045.
- Pierre Larcher, Autour des Orientales. Victor Hugo, Ernest Fouinet et la poésie arabe archaïque, Bulletin d'Études Orientales, tome 62, 2013 [année de tomaison], p. 99-123, Beyrouth, Institut Français du Proche-Orient, 2014.